# Балбырауын (месторождение)
Балбырауын — месторождение железных руд в Казахстане. Находится на территории Улытауской области, в 5 км к югу от посёлка Карсакпай. Геолого-разведочные работы под руководством К. Сатпаева велись в 1931—1949 годах. Расположено в центральной части Карсакпайского синклинория. Около 30 рудных тел мощностью от нескольких метров до 5 км. Общие запасы 125,5 млн т. Содержание железа достигает 40 %. Возможна разработка открытым способом.